# 安提曼
安提曼是乍得的城市，也是薩拉馬特區的首府，位於首都恩賈梅納以東，海拔高度407米，市內有中學、診所和機場，居民主要從事農業、畜牧業和旅遊業，2008年人口30,443。